# مات مورغان
ماثيو توماس مورغان (بالإنجليزية: Matthew Thomas Morgan)‏ (ولد في 10 سبتمبر، 1976) هو مصارع أمريكي محترف. يعرف بالاسم «ذا بلوبرينت» مات مورغان. مورغان يعرف أكثر من خلال عمله مع اتحاد توتال نونستوب أكشن ريسلينغ (تي إن إيه). كما يعرف أيضا بفضل أيامه في اتحاد دبليو دبليو إي.

## المسيرة في كرة السلة
كان مورغان يلعب كرة السلة في جامعة مونموث. وكان يلعب في الفريق الذي لعب في دورة إن سي إيه إيه عام 1996. حيث خسر فريقه أمام فريق جامعة ماركويت في الدور الأول. وبعد تغيير المدرب، انتقل مورغان إلى جامعة تشيميند حيث تخرج. كانت لدى مورغان تجربة احترافية مع فريق إنديانا بيكرز وفريق تورنتو رابتورس. إلا انه لم يكمل معهم. حيث أراد أن يبدأ مسيرة في مصارعة المحترفين.

## المسيرة في مصارعة المحترفين

### وورلد ريسلينغ إنترتاينمينت

#### أوهايو فالي ريسلينغ (2002-2003)
أول تجربة لمورغان في منظمة وورلد ريسلينغ إنترتاينمينت كانت عندما تقدم للمشاركة في برنامج تف إنف 2. ولكنه خرج من البرنامج مبكرا بسبب إصابة. في شهر أبريل لعام 2002، وقع مورغان عقدا مع الدبليو دبليو إي وأرسل إلى منظمة أوهايو فالي ريسلينغ (أو في دبليو). وظهر هناك لأول مرة في 2 أكتوبر، 2002 باسم «ذا بلو برنت» ولعب في فريق زوجي مع مارك جندراك وهزموا فريق ترافيس باين ولانس كيد. وبدأ يلعب في مناسبات متابعدة (يفوز غالبا في مباراة هاندي كاب) حتى أكتوبر 2003، عندما تم استعائه للقائمة الرئيسية في دبليو دبليو إي سماكداون!.

#### سماكداون! (2003-2004)
ظهر مورغان لأول مرة في سماكداون! في 30 أكتوبر، 2003 عندما ضمه بول هيمان مع فريق ليسنر المكون من (بروك ليسنر وإيه-ترين وبيغ شو وهو وناثان جونز). لعب فريق ليسنر ضد فريق أنجل في حدث سرفايفور سيريس 2003. أقصي مورغان من المباراة عندما نفذ كيرت أنغل حركة أنجل سلام عليه وثبته.
بعدها بفترة، ترك ناثان جونز منظمة دبليو دبليو إي. وبدأ مورغان في اللعب مع بروك ليسنر سوية في مناسبات متفرقة. في 22 يناير، 2004، في حلقة سماكداون!، لعب مورغان مع ليسنر وبيغ شو وراينو في مباراة 4 ضد2 ضد كريس بنوا وجون سينا حيث خسر فريقه المباراة. في 25 يناير،
2004، شارك مورغان في مباراة رويال رامبل حيث سيطر على ذا هيروكاين قبل أن يقوم الفائز بالمباراة كريس بنوا برميه من فوق الحبال.
بعدها بليلتين، أعلن بول هيمان (مدير عام سماكدوان!) أن مباراة رويال رامبل ثانية سوف تجري في سماكداون وستضم كل المصارعين من قسم سماكداون الذين شاركوا في مباراة رويال رامبل الرئيسية. كما أعلن أن مات مورغان ليس مؤهلا للمشاركة بسبب إصابته في كتفه. وتم استبدال مورغان بالفائز بالمباراة إدي غوريرو.

#### العودة إلى أو في دبليو (2004-2005)
بعد أن ترك ليسنر منظمة دبليو دبليو إي، أرسل مورغان إلى منظمة أوهايو فالي ريسلينغ (أو في دبليو) للتدرب وتقوية مهاراته. وهناك، بدأ يتصارع بالاسم «ذا بلوبرنت» مات مورغان وفاز بلقب بطولة أو في دبليو للوزن الثقيل من نيك ديسنمور في 14 أبريل، 2004. حمل مورغان اللقب لمدة ستة شهور قبل أن يخسره لصالح كريس كايج في 13 أكتوبر، 2004. وتنفيذا للشرط الذي وضع على مورغان إذا خسر المباراة، بدأ مورغان يتصارع بقناع وتغير اسمه إلى ذا بلوبرنت. واستعاد بطولة أو في دبليو للوزن الثقيل من إيلاجه بورك في 13 أبريل، 2005 في عرض حي. غير أنه خسر اللقب بعدها بـ17 يوما لصالح برينت ألبرايت بعد أن ضرب ألبرايت مورغان بكوبار.

#### العودة إلى سماكداون! والمغادرة (2005)
عاد مورغان إلى سماكداون! في 21 أبريل بشخصية رجل كبير يتأتأ في كلامه وبدأ يربح مباريات سريعة على جوبر في 19 مايو، في حلقة سماكداون!، تحالف مورغان مع كارليتو وبدأ يصبح حارسه. وساعده على هزيمة ذا بيغ شو في حدث جدجمنت داي عندما نفذ حركة بروك ليسنر إف-5 عليه. وانتهت صداقتهم عندما انتقل كارليتو إلى قسم رو وقام المنظمة بعدها بفترة بفسخ عقد مورغان في 5 يوليو، 2005 آخر مباراة له كانت في 4 يوليو ضد ويليام ريغال. حيث لم تبدأ مباراته أساسًا لأنه هوجم من قبل فريق ذا ميكسيكولس.

### المنظمات اليابانية والأوربية (2005-2006)
تجول مورغان مع منظمة نيو جابان برو ريسلينغ (إن جاي بي دبليو) في أواخر عام 2005. حيث فاز أول مباراة في المنظمة على يوجي ناغاتا. وبدأ المنظمة في دفعه وخطط إلى أن يصبح نجمه الأوحد مع بروك ليسنر. ولكن تم التخلي عن هذه الخطة عندما قرر مورغان أن يترك إن جاي بي دبليو وينتقل إلى المنظمة الخصم أول جابان برو ريسلينغ (إيه جاي بي دبليو). وظهر هناك لأول مرة عندما أصبح عضوا في فريق المصارع تاكا ميشينوكو: ار أو اند دي. ولعب هو ومارك جندراك في فريق واحد تحت اسم سدوم غوموره.
كما عمل مورغان لصالح منظمة نو ريسلينغ إيفولوشن في إيطاليا ومنظمة رينقس أوف يورب في النمسا. حيث شارك في مباراة رامبل لـ20 رجلا غير أنه لم يتمكن من ربح المباراة.

### توتال نونستوب أكشن ريسلينغ

#### حامي جيم كورنيت (2007-2008)
ظهر مورغان لأول مرة في توتال نونستوب أكشن ريسلينغ (تي إن إيه) في 7 أغسطس، 2007 في حلقة من برنامج تي إن إيه توداي. حيث ظهر لفترة وجيزة في خلفية مقطع يضم إيريك يونغ جيريمي بوراش. في حلقة 9 أغسطس من تي إن إيه إمباكت!، ظهر مورغان بجانب مدير الإدارة جيم كورنيت. وأشار المنظمة في وقت لاحق بأن مورغان أصبح حارسا لكورنيت. كما كان مورغان المنفذ (إنفورسر) في مباراة ساموا جو وكريستيان كايج في حدث باوند فور غلوري. حيث منع فريق كريستيان كوليشن من مساعدة كريستيان الذي هزم لأول مرة في تي إن إيه.
كما قام مورغان بمنع تومكو وإيه جاي ستايلز من مساعدة كريستان كايج في حلقة إمباكت! التي جرت في 18 أكتوبر عندما حاولوا التدخل في الحدث الرئيسي.
في حلقة إمباكت! لعام 2008 في 3 أبريل، سمح مورغان لفريق تومكو بإضافة جيمس ستورم إلى فريقهم. مما جعل فريق تومكو يضم خمسة مصارعين مقابل أربعة لفريق كايج. ولكن في نهاية الحلقة، تبين أن مورغان نفسه قد انضم إلى فريق كايج. بعدها بأسبوع، قام جيم كورنيت بإطلاق العنان لمورغان ليصبح مصارع بدوام كامل. وعندما انضم إلى فريق كايج، أصبح محبوبا. ونظرا لقدراته في المصارعة، قام مورغان بتبني الاسم «ذا بلوبرنت» ولعب مع كب جيمس في حدث سكرفايس في دورة دوس وايلد. لكنهم لم ينجحوا في الفوز. بعد ذلك، بدأ عداوة مع فريق ذا روك إن رف إنفيكشن أثمرت عن مباراة ضد جيمي رايف ربحها مورغان في أقل من دقيقتين في 17 يوليو. وقام لانس روك «زميل جيمي راف» بعد انتهاء المباراة بتحدي مورغان إلى مباراة، فاز مورغان فيها بسرعة.

#### عداوة مع أبيس (2008-2009)

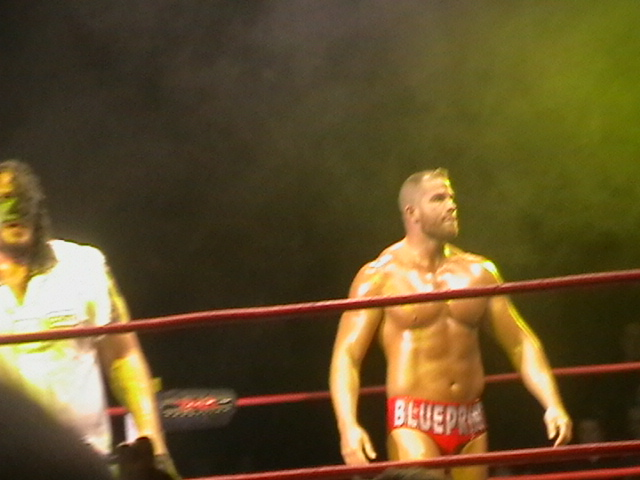
كون مات فريقا مع أبيس في أواخر 2008

كون مورغان فريقا مع ابيس، يسمى باسم (بيست اند منستر) حيث رأى مورغان ابيس أفضل صديق له وكان يعامله بحنان وطيبة. وكان يحاول ألا يغضبه. ولكن حساسية أبيس جعلته غاضبا منه. وبالتالي تسببت في ارتكاب أخطاء كلفت الفريق مباريات. بعدها، يئس مورغان من أخطاء أبيس. ودخل الفريق في عداوة مع فريق تيم 3دي. حيث هزموهما في حدث نو سرندر وخسرا منهما في حدث بوند فور غلوري أي في في مباراة مونستر بول في مباراة كانت على لقب بطولة تي إن إيه العالمية للفرق الثنائية فاز بها فريق بير موني إنك. وفي حلقة تي إن إيه إمباكت! في 6 نوفمبر، فاز مورغان وأبيس في مباراة سلم شملت أربع لفرق ليتأهلوا لمقابلة فريق بير موني إنك في مباراة تجري في حدث فاينال ريسولوشن على لقب بطولة الفرق. التي خسرها فريق مورغان وأبيس عندما ضرب جيمس ستورم أبيس بقبضة حديدية عندما لم ينتبه الحكم. وكسب الفريق فرصة ثالثة في حدث جنيسيس في مباراة ثلاثية ضمتهما وضمت فريق بير موني إنك وفريق جاي ليثال وكوسيكونيس كريد. وأثناء المباراة، قام أبيس بطريق الخطأ بضرب مورغان بحزام البطولة. مما تسبب في خسارتهما للمباراة.
في إمباكت! لاحقا، خاض الفريق مباراة ضد جاي ليثال وكوسيكونيس كريد في مباراة المتحدي الأول لمباراة البطولة والتي انتهت عندما تسبب أبيس في خسارة مورغان مرة ثانية. في 23 يناير من حلقة إمباكت!، لعب فريق مورغان وأبيس ضد فريق بير موني إنك في مباراة فريست بلود (ليست على لقب البطولة) عندما أنقلب مورغان على ابيس وضربه بكرسي على رأسه مما تسبب في نزول الدم وفوز فريق موني إنك وتحول مورغان إلى مكروه. بعدها، أصيب أبيس بالذهول بسبب خسارته لصداقة مورغان. حيث بدأ أبيس في تلقي العلاج مع طبيبه النفسي الدكتور ستيفي. في حدث أغنتيس أول أودز، فاز مورغان على أبيس. بعد ثلاثة أسابيع، قام مورغان بتحدي أبيس إلى مباراة 10,000 مسمار في حدث ديتانيشن إكس. وهو التحدي الذي قبل من أبيس في الأسبوع التالي. وبعد أن قام مورغان بتهديد صديقة أبيس لورين بروك. فاز مورغان على أبيس بعد أنفذ حركة كاربون فوتبرنت على أبيس الذي سقط بسببها على طاولتين والمسامير. انتهت عداوتهما في لوكداون في مباراة دومسداي تشامبر أوف بلود عندما فاز مورغان بعد أن تدخل طبيب أبيس الدكتور ستيفي، عندما ضرب أبيس تحت الحزام. وقام مورغان بعد ذلك بتنفيذ حركة شوك بومب وثبته. انتهت عداوتهما وبدأ أبيس عداوة مع دكتور ستيفي.

#### التحالف والعداوة مع ماين إيفينت مافيا (2009)
بعدها بأسابيع، بدأ مورغان في محاولة إقناع فريق ماين إيفنت مافيا بالسماح له للانضمام إليهم. وقال أنه يدرك أن الأعضاء الحاليين في المافيا هم أبطال العالم سابقين (كل منهم حمل لقب بطولة دبليو سي دبليو العالمية للوزن الثقيل). بعدها، قام كيرت أنجل بجعل مورغان يقوم بأداء سلسلة من المهام. حيث وعده أنجل أن المافيا سيدرسون ضمه إليهم في الفريق. ولعب مورغان ضد ستينغ في حدث سلامفيرساري ولم يتمكن من إلحاق الهزيمة به. مما جعل كيرت أنجل يغضب منه ويمنعه بالتالي من الانضمام إلى المافيا. وفي حدث فيكتوري رود، قام مورغان بهزمية دانيلز لاستعادة أمل ضمه إلى المافيا. وفي حلقة إمباكت! في 13 أغسطس، 2009، فاز مورغان على إيه جاي ستايلز ليتأهل إلى المباراة الثلاثية التي تجري بينه وبين ستينغ وكيرت أنجل في حدث هارد جستيس. وخسر في هذه المباراة بعد أن ضربه أنجل بكرسي. وفي نو سرندر، لعب من جديد ضد إيه جاي ستايلز وهرنانديز. وخلال المباراة، وأثناء محاولة ستايلز لتنفيذ سينتون على مورغان، حاول أنجل في نفس اللحظة أن يهجم على مورغان. ولكنه ضرب ستايلز بدلا من ذلك. واعتقد مورغان أن هذا على ما يبدو بادرة ودية وبدأ يساعد أنجل خلال الفترة المتبقية من المباراة. لكنه انقلب على أنجل وكلفه المباراة والبطولة (التي فاز بها ستايلز) وتحول إثر ذلك إلى محبوب. وفي حلقة 24 سبتمبر، 2009، من إمباكت!، تعاون مورغان مع هرنانديز لهزيمة كيرت أنجل وإيريك يونغ. وفي 5 أكتوبر، أعلن في صفحته في موقع تويتر انه وقع عقدا جديدا مع تي إن إيه لمدة 5 سنوات. وبلغت عداوة أنجل مع مورغان ذروتها في مباراة فردية في حدث باوند فور غلوري. وعلى الرغم من خسارة مورغان، إلا أنه نجح في كسب احترام انجل. وفي هذه المباراة، انتهى فريق ماين إيفنت مافيا رسميا.

#### التحالف والعداوة مع هيرنانديز (2009-2010)

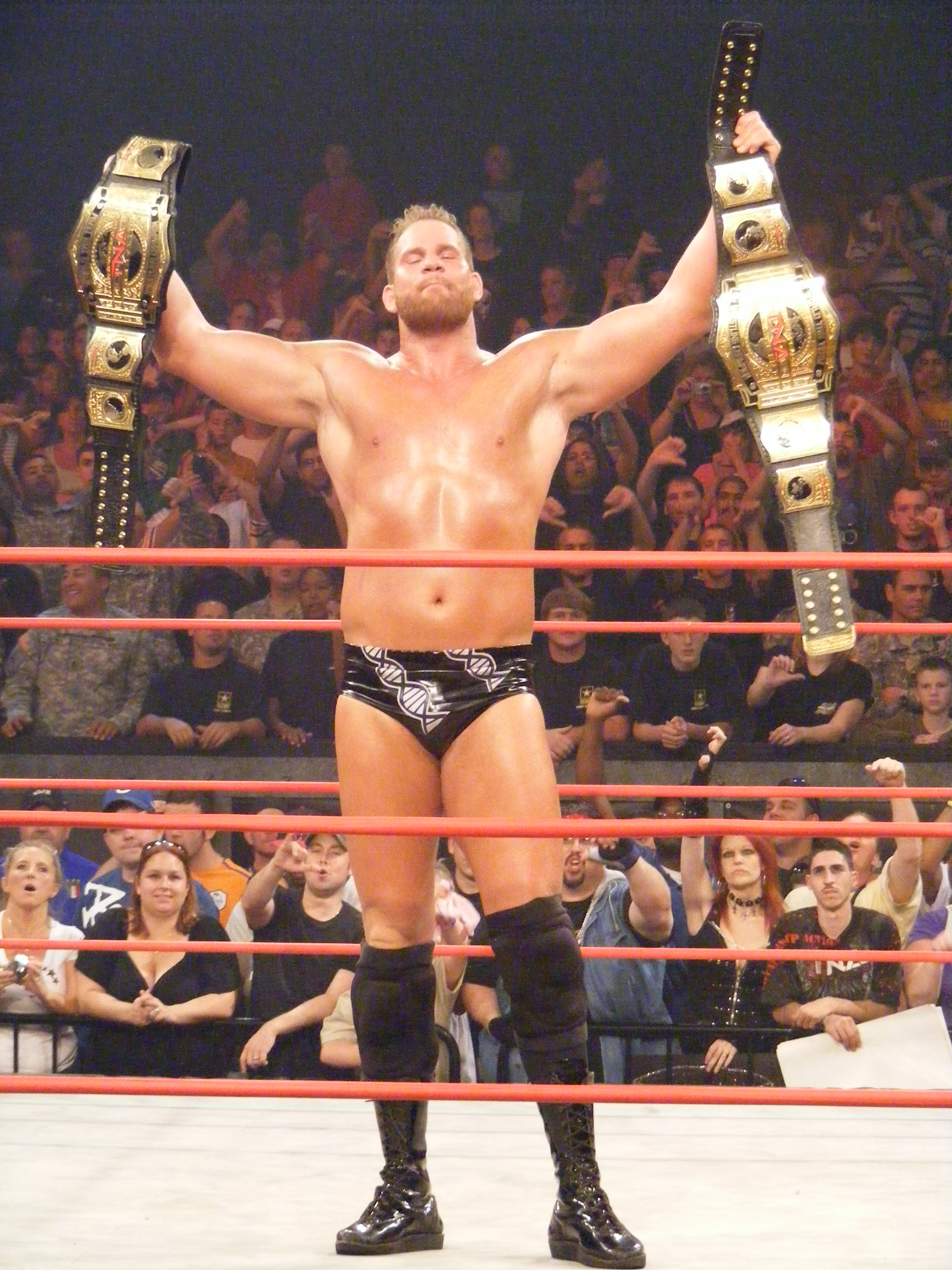
مورغان، عندما كان يحمل بطولة الفرق وحده

ومنذ ذلك الحين انضم مورغان مع هرنانديز وانجيلو دينيرو ليبدؤ عداوة مع راينو و[فريق 3دي]]. وفي حدث تريينغ بوينت، هزم راينو وتيم 3دي فريق مورغان وهيرنانديز ودينيرو في مباراة قتال الشوارع«ستريت فايت». وفي الليلة التالية، لعب الفريقان مباراة إعادة وانتهت بنفس الطريقة بعد أن عاد جيسي نيل وهاجم هرنانديز بكرسي. وأعلن بعدها أن كلا الفريقين سوف يتواجهان في حدث فاينال ريسولوشن في مباراة إزالة. ولكن لا بد أن يكون كلا الفريقين لديهما أربعة أعضاء. وبسبب ذلك، ضم فريق 3دي جيسي نيل فورا. في حين أن دينيرو ضم سويسايد. وخاض الفريقان مباراة يحدد فيها الفريق الفائز شرطا ينفذ في فاينال ريسولوشن. وفي فاينال ريسلوشن، فاز فريق مورغان وهرنانديز، وسوسيايد ودينيرو على فريق جيسي نيل، وتيم 3دي، وراينو.
في 4 يناير، 2010، في حلقة مباشرة مدتها 3 ساعات من إمباكت!، فاز مورغان وهرنانديز على الدكتور ستيفي ورايفن ليصبح فريقهم المحتدي الأول لبطولة تي إن إيه العالمية للفرق الثنائية التي كان يحملها فريق ذا بريتش إنفيجن (بروتوس ماغنوس ودوغ وليامز) في حدث جينسيس. وفي ذلك الحدث، فاز مورغان وهرنانديز على فريق ذا بريتش إنفيجن ليربحوا بطولة تي إن إيه العالمية للفرق الثنائية. وهي أول بطولة كبرى له  وفي أغنيتس أول أودز، أجبر مورغان على مواجهة زميله هيرنانديز في الدور الأول لدورة 8 كارد ستد. حيث فاز مورغان على هرنانديز من خلال الاستفادة من اصابة زميله في كتفه. وفي الدور قبل النهائي خسر مورغان أمام الفائز بالدورة دانجيلو دينيرو. وفي حدث ديستانيشن إكس، استطاع مورغان وهرنانديز المحافظة على لقب الفرق أمام فريق بير موني إنك على الرغم من سوء الفهم بين اثنين. بعد المباراة، قام مورغان بنتفيذ حركة كاربون فوت برنت على زميله وأخذ كل الأحزمة وأصبح مكروها. وفي اليوم التالي في إمباكت! تغلب مورغان على هيرنانديز عن طريق الضربة القاضية.
ومع توقع غياب هيرنانديز لمدة شهر، أعلن مورغان في 5 أبريل في حلقة إمباكت! أنه أصبح يحمل كل بطولة الفرق وحده. ثم بدأ مورغان يدافع عن لقب البطولة مع عدة شركاء حلوا محل هيرنانديز مثل: أميزنغ ريد، وشارك بوي، وجيسي نيل. وبعد ذلك يقوم بضربهم. في حلقة 3 مايو من إمباكت!، أعلن أن مورغان سيدافع عن بطولة الفرق في حدث سكرافايس ضد جيسي نيل وشانون مور، وكان مورغان قد هاجمهما قبلها بأسابيع. كما أعلن أن هولك هوغان سيحدد شريك مورغان لهذه المباراة. وفي 13 مايو في حلقة إمباكت! اراد مورغان معرفة من سيختار هوغان ليكون شريكه. غير أنه لم يحصل على جواب. عندها هدد مورغان أن يحول مباراته أمام فريق جينرايشن مي (جيريمي وماكس باك) إلى حمام دم. مما جعل ساموا جو يدخل إلى الحلبة وينفذ حركة مسل بستر على مورغان. بعدها، خرج فريق ذا باند (كيفن ناش وسكوت هول) واستخدموا عقد حقيبة «فيست أور فايرد» عليه ليربحوا بذلك البطولة منه. وفي حلقة 3 يونيو من إمباكت!، تسبب شخص موجود مع الجمهور إلى خسارته مباراة رباعية جرت بينه وبين ساموا جو، وستينغ والفائز فيها بطل بطولة تي إن إيه العالمية للوزن الثقيل روب فان دام. وأظهرت الكاميرا الشخص الذي تسبب في تشتيت انتباه مورغان ولكن لم تتضح صورته جيدا. وقال تازز ومايك تيناي، أنهم يعتقدون أن هذا الشخص هو هيرنانديز.
وفي الأسبوع التالي، عاد هيرنانديز بشكل رسمي إلى تي إن إيه عندما هاجم مورغان. وبعد ذلك، قام أبطال الفرق فريق ذا باند بتحدي مورغان إلى مباراة على لقب بطولة الفرق طلبها مورغان مسبقا وهزموه بسهولة مستغلين إصابته. في حدث سلامفيرساري في أي أي أي، لعب مورغان ضد هيرنانديز وهزمه عن طريق الإقصاء عندما دفع هيرنانديز الحكم. إلا أنه خسر المباراة التالية التي أقيمت بعد شهر في حدث فيكتوري رود في مباراة «ستيل كايج ماتش».

#### فورشن والتحول لمحبوب والمغادرة (2010-2012)

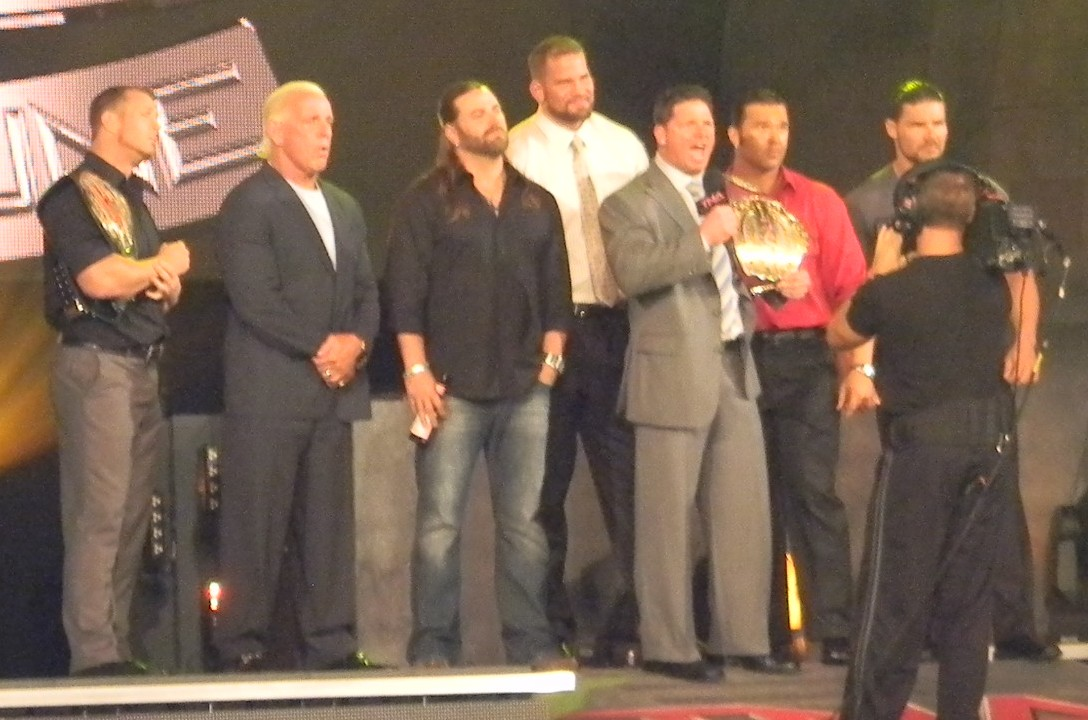
مورغان بالبذلة البيضاء (في الوسط) مع باقي أعضاء فريق فورشن في أغسطس 2010

في 15 يوليو، في حلقة إمباكت!، وبعد أن خسر مباراة أمام دلنجيلو دانيرو، عاد مورغان إلى الحلبة وحاول أن يضربه إلا أن مستر أندرسون منعه من ذلك. وفي الأسبوع التالي، لعب مورغان ضد أندرسون في مباراة فردية حيث خسرها مورغان لصالح أندرسون. بعدها، قام مورغان بضرب أندرسون وجعله ينزف دمًا. في 29 يوليو، في حلقة إمباكت!، تشاجر مورغان مع مستر أندرسون وجيف هاردي مما حدى بحراس الأمن غنر وميرفي بالتدخل وضربهما. ولاحقا في تلك الليلة، لعب مورغان وميرفي وغنر في مباراة ثلاثة ضد إثنين أمام هاردي وأندرسون. حيث خسر فريقه مباراته عندما تركهم مورغان وحدهم في الحلبة. في 12 أغسطس، في حلقة إمباكت!، انضم مورغان إلى فريق فورشن المكون من إيه جاي ستايلز، وكازاريان، وروبرت روود، وجيمس ستورم، ودوغلاس ويليامز. حيث ضربوا فريق إي في 2.0 المكون من أساطير منظمة إكستريم تشامبيون شيب ريسلينغ. في باوند فور غلوري، هُزم فريق فورشن (مات مورغان، إيه جاي ستايلز، روبرت روود، جيمس ستورم) في مباراة ليثل لوكداون من قبل فريق إي في 2.0 (ريفن، تومي دريمر، سابو، راينو، ستيفي ريتشاردز). في الحلقة التالية من إمباكت!، كون فريق فورشن تحالفًا مع فريق هولك هوغان وإريك بيشوف إمورتل.
في 28 أكتوبر في حلقة إمباكت!، بدأ مورغان في إظهار علامات على بداية تحوله إلى محبوب عندما شعر بالقلق على السيد أندرسون وعندما حاول إقناع إيريك بيشوف بألا يسمح له بمواجهة جيف جاريت في مباراة سلسلة في الحدث الرئيسي في إمباكت! في تلك الليلة. لعب مورغان مكان السيد أندرسون وهُزم من جاريت بعد أن ضربه تحت الحزام. بعد المباراة، جاء عضو فريق فورشن دوغلاس ويليامز وضرب مورغان وهذا ماجعله محبوب. في الإسبوع التالي، أصبح مورغان المتحدي الأول لبطولة تي إن إيه العالمية للوزن الثقيل التي يحملها جيف هاردي. عندما هاجم إيريك بيشوف ووقع العقد الذي كان يفترض أن يوقعه السيد أندرسون والذي غاب عنه بسبب الإغماء. في حدث تريينغ بوينت، فشل مورغان في الفوز بالبطولة من هاردي. أثناء المباراة، مورغان ثبت هاردي حتى ثلاثة إلا أن الحكم لم ينتبه. وبسبب نتيجة المباراة المثيرة للجدل، أعطي مورغان فرصة ثانية للعب مباراة على البطولة ضد هاردي في إمباكت! في مباراة ثلاثة ضد واحد ضد أعضاء فريق فورشن دوغلاس ويليامز، وجيمس ستورم، وروبرت روود. ربح مورغان المباراة بعد أن تخلى فريق بير موني إنك عن ويليامز. غير أنه خسر أمام هاردي في 18 نوفمبر في حلقة إمباكت!، فاز مورغان على ريك فلير في مباراة فردية. ونتيجة لذلك، كسب مورغان الحق في اختيار الحكم الضيف في حدث فاينل ريسولوشن بعد أن قام دوغلاس ويليامز بضرب فريق فورشن عنما تدخلوا في المباراة. في 2 ديسمبر، في حلقة إمباكت!، أعلن مورغان أن العائد السيد أندرسون سيكون هو الحكم الضيف لمبارته أمام هاردي. في فاينال ريسولوشن، خسر مورغان مرة ثانية أمام هاردي ولم يربح البطولة العالمية. أثناء المباراة، أغمي على السيد أندرسون عندما كاد مورغان أن يفوز بالمباراة. وعندما جاء حكم بديل إلى الحلبة استطاع هاردي تثبيت مورغان. في جينسيس، فاز السيد أندرسون على مورغان في مباراة تحديد المتحدي الأول لبطولة تي إن إيه العالمية للوزن الثقيل. في 10 فبراير في حلقة إمباكت!، لعب مورغان ضد أندرسون على البطولة إلا أنه خسر المباراة بعد تدخل عضو فريق إمورتل الجديد هيرنانديز الذي ظهر لأول مرة بعد غياب دام 6 أشهر.
في مقابلة أجراها في 14 يونيو، قال مورغان أنه يشعر بالإحباط من إدارة تي إن إيه وأكد أن عقده معها سينتهي قريبًا. أنهى مورغان شهره الأخير في المنظمة باللعب حصرًا في العروض الحية.

## مظاهر إعلامية
في عام 2008، قبل مورغان عرضا للظهور والمنافسة في برنامج اميركان غلاديوتر وظهر هناك باسم بيست حيث فاز في أول ليلة من النصف نهائي وهزم كلا خصميه في أقل ثماني ثواني.
في 24 سبتمبر، 2010، ظهر مورغان على قناة فوكس في برنامج غود غايز. حيث لعب دور موبستر روسي في حلقة بعنوان فيكايشن. في نوفمبر 2010، كان مورغان متسابقًا في اسبوع تي إن إيه في برنامج فاميلي فيود. حيث تعاون مع جاي ليثل، وميك فولي، ومستر أندرسون، وروب فان دام ضد أنجيلينا لوف، وكريستي هيمي، ولايسي فون إيرتش، وتيرا، وفيليت سكاي.

## الحياة الشخصية
قال مورغان خلال برنامج تي إن إيه ويبغرافي (وهو برنامج يتكلم فيه مصارعي تي إن إيه عن حياتهم) أنه متزوجا من زميلته في الكلية لاريسا فيسبر وهي من هاواي منذ 5 سنوات. وأثناء البرنامج قال أيضا أنه شخص بمرض قصور الانتباه وفرط الحركة عندما كان عمره 5 سنوات.
أثناء مقابلة مع برو ريسلينغ ريبورت في راديو 540 إي إ س بي إن قال مورغان «أنا من أكبر معجبي جاي-زد». وقال أيضا أن لقب «ذا بلو برنت» جاء من ألبوم لجاي-زد يحمل نفس الاسم.
في أغسطس 2008، أعلن أن مات مورغان سيقوم بارسال عينة من حمضه النووي إلى الفضاء من خلال مشروع «أوبيرشن امورتيلتي».

## في المصارعة
- الحركة القاضية
  - كاربون فوت برنت (ركلة على الوجه[84] أو رفسة[85]) – تي إن إيه
  - فيرمن كاري فيسبستر[1] - 2008[86]
  - هيلفاتور[1] (تي إن إيه) | مونتن مورغان دروب[1] (إيه جاي بي دبليو) / حركة سوبليكس يقبلها إلى حركة سايد سلام[1] (دبليو دبليو إي)
- حركات معروف بها
  - ارم توايست روب والك[87]
  - بدي أفلانش[84]
  - شوكبومب[1]
  - شوك سلام[1]، أحيانا إلى الركبة
  - دسكس كلوزلاين[88] – كلوزلاين ملتف
  - ديفندغ كروس بدي[84]
  - دروب كيك[89]
  - فول واي سلام[84]
  - غت رينش بورمب
  - ليغ دروب[84]
  - ليبفروغ بدي جلونتون[84]
  - يضرب الخصم بالمرفق على مؤخر رأسه عدة مرات[41]
  - سايد والك سلام[84]
  - ست أوت بور بومب[1]
  - سويننغ سايدسلام[84]
- مدراء
  - كارليتو
  - بول هيمان
  - ثيودور لونغ
  - جيم كورنيت[90]
  - ريك فلير[1]
- ألقاب
  - «ذا بلوبرنت»[89]
  - «ذا موست جينتيكلي-جايكيد، أثليتكلي-ستايكد مان إن ذيس بيزنس»[91]
  - «ذا إم في بي أوف سبايك تي في»
  - «ذا دي إن إيه أوف تي إن إيه»[92]
  - «إنسورانس بولسي»[93]
- أغنية الدخول
  - «داون ويذ ذا سكنيس» بواسطة ديستربد (تي إن إيه)
  - «سليبنغ جاينت» بواسطة 10 فولد (تي إن إيه)
  - «كليك» (تي إن إيه) بواسطة سيلفا

## بطولات وإنجازات
- فار نورث ريسلينغ
  - بطولة إف إن دبليو للوزن الثقيل (مرة)[94]
- أوهايو فالي ريسلينغ
  - بطولة أو في دبليو للوزن الثقيل (مرتين)[11]
- برو ريسلينغ إيلوستريتد
  - بي دبليو أي وضعته في المركز التاسع والأربعون في قائمة أفضل 500 مصارع لعام 2004[95]
  - بي دبليو أي وضعته في المركز الثامن والثلاثون في قائمة أفضل 500 مصارع لعام 2010[96]
- توتال نونستوب أكشن ريسلينغ
  - بطولة تي إن إيه العالمية للفرق الثنائية (مرة) – مع هيرنانديز وبعدها وحده

## وصلات خارجية
- مات مورغان على موقع كلية كرة السلة في سبورتس رفرنس.كوم (الإنجليزية)
- مات مورغان على موقع WrestlingData.com (الإنجليزية)
- مات مورغان على موقع CageMatch worker (الإنجليزية)
- مات مورغان على موقع قاعدة بيانات المصارعة على الإنترنت (الإنجليزية)
- مات مورغان على موقع عالم المصارعة على الإنترنت (الإنجليزية)
- مات مورغان على موقع عالم المصارعة على الإنترنت (الإنجليزية)

- مات مورغان على موقع IMDb (الإنجليزية)
- مات مورغان على موقع قاعدة بيانات الفيلم (الإنجليزية)
- صفحة مات مورغان في موقع تي إن إيه
- صفحة مات مورغان في موقع اميركان غلاديوتر